# Rekettyelevelű gyújtoványfű
A rekettyelevelű gyújtoványfű (Linaria genistifolia) a valódi kétszikűek (eudicots) közé tartozó görvélyfűfélék (Scrophulariacea) családjának egyik faja. Magyar nevét valószínűleg a virág gyertya lángjára emlékeztető alakjáról kapta.

## Származása, elterjedése
A Kárpát-medencébe délkelet felől vándorolt be, ennek megfelelően Magyarországon két alfaja él: a törzsváltozat és a dalmáciai gyújtoványfű (Linaria genistifolia ssp. dalmatica).

## Megjelenése, felépítése
Levele a rekettyéére emlékeztet. Vékony, elágazó szára meglepően erős. Szára és bőrnemű levele is kopasz, a párolgást csökkentő, viaszos bevonattól kékesen hamvas. A váltakozó állású, 2–6 cm hosszú, elliptikus, ülő, a végükön kihegyesedő levelek válla lekerekített, a szélük ép.
Erősen elágazó virágzata a szár csúcsán fejlődik ki több sokvirágú, csúcsállású fürttel. Egy-egy virága csak körülbelül 1 cm-es, tehát feleakkora, mint a közönséges gyújtoványfűé, és annál jóval élénkebb sárga. Az öt csészelevél kékeszöld, az ugyancsak öt, sárga sziromlevélből kétajkú párta fejlődik. Ennek felső ajka két, az alsó három sziromból forr össze, a hátranyúló sarkantyúja nagyon hosszú. Négy porzólevelét a párta magába zárja. Az alsó állású magház két termőlevélből fejlődik ki.
Termései többmagvú, két rekeszű, felnyíló toktermések.

## Életmódja, élőhelye
Évelő. Mészkedvelő: sziklafüves lejtőkön, mészkő-, illetve dolomit sziklagyepekben, homokpusztákon, gyomtársulásokban él. Július–augusztusban nyílik, méghozzá úgy, hogy egy-egy virágfürtben mindig az alsó virág nyílik ki először, majd fölfelé haladva sorra a többiek. Rovarok porozzák be: tátogató virága a rászálló rovar súlyától nyílik meg.

## Alfajok
Ismertebb alfajai:
- Linaria genistifolia subsp. genistifolia (törzsváltozat)
- Linaria genistifolia subsp. linifolia
- Linaria genistifolia subsp. dalmatica (dalmáciai gyújtoványfű, dalmát gyújtoványfű)